# Bébé le Strange
Bébé le Strange – piąty album studyjny amerykańskiego zespołu rockowego Heart, wydany 14 lutego 1980 roku w wytwórni Epic Records. Był to pierwszy album grupy bez oryginalnego gitarzysty Rogera Fishera, który opuścił zespół wraz ze swoim bratem Michaelem, ówczesnym menadżerem Heart.

## Popularność
Album był komercyjnym sukcesem, osiągając piąte miejsce Billboard 200 i pozostając na amerykańskiej liście przebojów przez 22 tygodnie od wydania. Krążek został certyfikowany jako złoty album. Mimo tego płyta nie sprzedawała się tak dobrze jak poprzednie albumy grupy, które były certyfikowane jako krążki platynowe lub multi-platynowe. 

## Lista utworów
| 1.  | "Bebe Le Strange"     | 3:38  |
|     |                       |       |
| 2.  | "Down On Me"          | 4:46  |
|     |                       |       |
| 3.  | "Silver Wheels"       | 1:22  |
|     |                       |       |
| 4.  | "Break"               | 2:32  |
|     |                       |       |
| 5.  | "Rockin' Heaven Down" | 5:52  |
|     |                       |       |
| 6.  | "Even It Up"          | 5:10  |
|     |                       |       |
| 7.  | "Strange Night"       | 4:16  |
|     |                       |       |
| 8.  | "Raised On You"       | 3:21  |
|     |                       |       |
| 9.  | "Pilot"               | 3:15  |
|     |                       |       |
| 10. | "Sweet Darlin'"       | 3:18  |
|     |                       |       |
|     |                       | 37:30 |
|     |                       |       |
Utworzono na podstawie materiału źródłowego.

## Wykonawcy

### Heart
- Ann Wilson - śpiew, wokal wspomagający (utwory 1, 6, 7, 9), gitara akustyczna (utwory 5, 10), flet (utwór 10), gitara basowa (utwór 1, 5-7, 9), perkusja (utwory 3, 10), pianino (utwór 10), tamburyn (utwory 1, 6, 10)
- Nancy Wilson - gitara rytmiczna, gitara prowadząca (utwory 6, 9), gitara akustyczna (utwory 3, 7), wokal wspomagający (utwory 1, 5-7, 9)
- Howard Leese - gitara rytmiczna, gitara prowadząca (utwór 2), gitara akustyczna (utwór 5), wokal wspomagający (utwory 5, 9)
- Steve Fossen - gitara basowa (utwory 2, 3, 5, 7, 9)
- Michael DeRosier - perkusja (utwory 1, 2, 4-9)

### Muzycy gościnni
- Sue Ennis - gitara rytmiczna (utwór 1), pianino (utwór 10), gitara akustyczna (utwory 5, 10)
- Chrissy Shefts - gitara elektryczna (utwór 1)
- Don Wilhelm - wokal wspomagający (utwór 5)
- Gary Humphreys - wokal wspomagający (utwór 5)

Tower Of Power Horn Section - instrumenty dęte blaszane (utwór 6)
Utworzono na podstawie materiału źródłowego.